# Тоуншип Роллерз
Футбольний клуб «Тоуншип Роллерз» або просто «Тоуншип Роллерз» (англ. Township Rollers Football Club) — ботсванський футбольний клуб з міста Габороне. Клуб був заснований в 1961 році під назвою Мігхті Тайгерз, але в 1965 році змінив свою назву на Тоуншип Роллерз. Найдавнішим принциповим суперником клубу з передмістя столиці держави є протистояння з Габороне Юнайтед. Іншим принциповим суперником Тоуншип Роллерз є Мочуді Сентр Чіфс, саме це протистояння в останні роки затьмарило Габоронське Дербі. Саме матч з Мочуді Сентр Чіфс в останні роки отримав славу найпопулярнішої та найочікуванішої футбольної події у Ботсвані, такому інтересу з боку футбольних уболівальників сприяє той факт, що обидва клуби завоювали значну кількість національних титулів та трофеїв. Власником клубу є Township Holdings, компанія, котру очолює мультимільярдер Джагдіш Шах СА Салеш. Також клуб має іншого співласника, Somerset Gobuiwang, певну частку в клубі мають і звичайні уболівальники команди.
Команда є дуже популярною серед усіх жителів країни. Позаяк більшість фанатів клубу розпорошені на всій території Ботсвани, отже, команду можна вважати найпідтримуванішим футбольним клубом у всій країні.

## Історія
У 1961 році з ініціативи працівників Департаменту Громадських Робіт Ботсвани було створено футбольний клуб під назвою Мігхті Тайгерз. 1965 року команда змінила свою назву на сучасну, Тоуншип Роллерз.
Тоуншип Роллерз—один з найуспішніх футбольних клубів Ботсвани. Клуб домінував у клубному футболі Ботсвани у 80-их роках XX століття, саме в цей період у клубу починають з'являтися уболівальники по всій країні.
Тауншип вперше вилетів до першого дивізіону національного чемпіонату в 2003 році, після чого Екстеншион Ганнерз залишився єдиним футбольним клубом, який жодного разу не вилітав до першого дивізіону. Лише один сеон знадобився клубу, щоб повернутися до Прем'єр-ліги, і це повернення стало тріумфальним. Команда увійшла в історію національного футболу, ставши першим клубом, який виграв золотий дубль протягом одного сезону. У сезоні 2004-05 років під керівництвом тренера Бенкса Панене команда перемогла в національному чемпіонаті та здобула національний кубок.
Після феноменального сезону 2004—2005 років клуб виграв лише один трофей, Кебелано Шериті Кап. Така ситуація склалася через те, що Тоуншип Роллерз продав своїх провідних виконавців, серед яких Могогі Габонамонг (зараз капітан клубу Аякс (Кейптаун) з НСЛПА Сантос), Мосіоне та талановитий вінгер Марк, двоє останніх з яких були продані до Платінум Старз. Пхеньйо Монгалу в той час придбав Орландо Пайретс.
Найбільш пам'ятним для клубу став сезон 2009-10 років. В цьому сезоні «могутні Попа» знову оформили «золотий дубль». У національному чемпіонаті команда перемогла, при цьому вона набрала 78 очок та випередила свого найближчого переслідувача, Мочуді Сентр Чіфс, на 13 очок, після чого у фінальному матчі національного кубку здолала цього ж суперника.

## Приватизація
У 2012 році відомий бізнесмен Джагдіш Шах СА Селеш уклав угоду з керівництвом клубу, щодо його приватизації. Результатом цієї угоди був перехід клубу у власність Township Holdings, більшість акцій в якому належить саме Джагдіш Шаху.

## Досягнення
- Прем'єр-ліга
  -  Чемпіон (16): 1979, 1980, 1982, 1983, 1984, 1985, 1987, 1995, 2004/05, 2009/10, 2010/11, 2013/14, 2015/16, 2016/17, 2017/18, 2018/19
  -  Срібний призер (3): 1994, 2016, 2021/22
  -  Бронзовий призер (4): 1992, 1996, 2012, 2015

- Кубок виклику Футбольної асоціації Ботсвани
  -  Володар (6): 1979, 1993, 1994, 1996, 2005, 2010
  -  Фіналіст (1): 2003

- Оранж Кабельмо Чериті Кап
  -  Володар (4): 2002, 2004, 2006, 2014

- Маском Топ-8 Кап
  -  Володар (1): 2012
  -  Фіналіст (2): 2014, 2015

- Гілбейс Кап
  -  Володар (3): 1991, 1992, 1994

## Форма, логотип та прізвиська клубу
Починаючи з 1970 року гравці Тоуншип Роллерз проводять домашні матчі в жовтих футболках та синіх шортах, а виїзні матчі—у синіх футболках та білих шортах. За весь період існування клубу жодного разу комплект домашньої форми не зазнавав кардинальних змін, отже, синій та жовтий кольори є найвідомішим символом клубу.
Тоуншип Роллерз протягом своєї історії неодноразово змінювали свої прізвиська. Найвідоміша з них — «Попа Попа д а ipopa», або скорочена форма «Попс». Це прізвисько в перекладі на українську мову означає "той, хто зробив себе" , можливо це пов'язано з тим, що Роллерз стали популярними самостійно, без величезних фінансових вливань у минулому. Тоуншип мають й інші прізвиська, в тому числі Щасливі люди, "Мапалестіна" («Палестинці»), остання з вище вказаних прізвиськ пов'язане з тим, що свого часу в клубній структурі працювало багато вихідців з Близького Сходу. Дещо пізніше клуб почали називати «Блакитні» або «Зе Нала ца МмаМасіре». Останнє з вище вказаних прізвиськ пов'язане з тим, що клуб базується у районі під назвою МмаМасіре у західній частині Габороне.
Логотип Попсів декілька разів протягом історії клубу зазнавав певних змін. Емблема клубу складається з футбольної бутси, футбольного м'яча та двох валиків, які лежать на підлозі спортивного залу. В нижній частині логотипу знаходиться девіз клубу «Pops Pops ea Ipopa». Девіз клубу—найновіший елемент логотипу, його було додано лише в 2010 році на честь 50-річчя з дня заснування клубу. Кольори емблеми клубу збігаються з традиційними кольорами форми клубу—жовтий та синій.

## Уболівальники
Поряд з іншими суперниками, Мочуді Сентр Чіфс, Екстеншион Ганнерз та сусідами з Габороне Юнайтед, Попа є дуже популярними та мають підтримку по всій країні. Фанатське угруповання, яке підтримує Тоуншип Роллерз, відоме під назвою «Щасливі люди». Вони є одними з найгучніших та найвідданіших в лізі. Фанати Попсів також продемонстрували свою відданість улюбленій команді у найскрутніший для клубу час, в сезоні 2007-08 років, коли команда вилетіла до Першого дивізіону. Майже в кожному матчі, коли грав Тоуншип Роллерз, стадіон був максимально заповнений, незалежно від того, де відбувався матч. Знамениті сині та жовті кольори Тоуншип Роллерз можна дуже часто зустріти на вулицях Габороне.

## Стадіони
У перші роки свого існування Попас грали свої домашні поєдинки на чужих футбольних полях в Західному Габороне через відсутність стадіонів у Ботсвані. Тільки після здобуття незалежності Ботсвани в 1966 році, коли був відкритий багатофункціональний Національний стадіон, команда починає використовувати його як свою домашню арену.
Через те що ПЛБ вирішила зменшити навантаження на Національний стадіон, Попасам знову довелося грати на інших стадіонах та в навколишніх від Габороне містах, насамперед на стадіоні Університету Ботсвани і в спортивно-оздоровчому комплексі Молеполе в сусідньому місті Молеполе.

## Принципові суперництва
Тоуншип Роллерз мають принципове суперництво зі своїми земляками з Габороне — Габороне Юнайтед. Це протистоянн розпочалося з перших років існування Прем'єр-ліги, коли ці дві команди були одними з чотирьох, які домінували в національному чемпіонаті. Іншими двома командами були Екстеншион Ганнерз та Нотвейн. Це суперництво дещо ослабло з плином часу через різну успішність виступів цих клубів у національних турнірах.
У зв'язку з вдалими виступами Мочуді Сентр Чіфс наприкінці 2000-х років, Тоуншип Роллерз почали змагатися вже з Вождями за трофеї. Мочуді Сентр Чіфс тривалий час мав принципове протистояння з Габороне Юнайтед, оскільки обидві команди входять до числа найуспішних та найпідтримуваніших команд в країні. Обидві команди також можуть похвалитися найкращими нині[коли?] стадіонами в країні, які носять назви відповідно Селогаме Бой оф Роллерз та Аянда Молефе Чіфс. Матчі вище вказаних команд, як правило, проходять на Національному стадіоні, який виступає домашнім стадіоном для обох команд.

## Спонсори
- Кепітал Бенк Ботсвана
- Ліберті Лайф
- Джекс Гім
- Umbro

## Статистика виступів на континентальних турнірах
| Сезон | Турнір                       | Раунд      | Клуб                       | Вдома | На виїзді | Загалом |
| ----- | ---------------------------- | ---------- | -------------------------- | ----- | --------- | ------- |
| 1980  | Кубок володарів кубків КАФ   | 1          | ТП Мазембе                 | 2-2   | 1-4       | 3-6     |
| 1981  | Кубок африканських чемпіонів | 1          | Шутінг Старз               | 2-0   | 1-7       | 3-7     |
| 1983  | Кубок африканських чемпіонів | Попередній | Мбабане Хайлендерз         | 0-1   | 1-2       | 1-3     |
| 1985  | Кубок африканських чемпіонів | Попередній | Воєнізовані сили Лесото    | 0-2   | 1-1       | 1-3     |
| 1988  | Кубок африканських чемпіонів | Попередній | Манзіні Уондерерз          | 1-4   | 0-2       | 1-6     |
| 1994  | Кубок володарів кубків КАФ   | Попередній | Одинадцять людей в польоті | 2-1   | 1-3       | 3-4     |
| 1995  | Кубок володарів кубків КАФ   | 1          | Кабве Варіорз              | 2-1   | 1-4       | 3-5     |
| 1996  | Кубок африканських чемпіонів | Прапорець  | Блек Африка                | 2-1   | 0-4       | 2-5     |
| 1997  | Кубок володарів кубків КАФ   | Попередній | Лерозолі Політехнік        | 1-0   | 0-2       | 1-2     |
| 2006  | Кубок конфедерації КАФ       | Попередній | Супер Меджик Бразерз       | 1-0   | 2-0       | 3-0     |
| 2006  | Кубок конфедерації КАФ       | 1          | ЗЕСКО Юнайтед              | 2-0   | 1-2       | 3-2     |
| 2006  | Кубок конфедерації КАФ       | 2          | Інтер (Луанда)             | 1-1   | 0-1       | 1-2     |
| 2011  | Ліга чемпіонів КАФ           | Попередній | Інтер (Луанда)             | т.п.1 | т.п.1     | т.п.1   |
| 2015  | Ліга чемпіонів КАФ           | Попередній | Кайзер Чифс                | 0-1   | 1-2       | 1-3     |

1- Тоуншип Роллерз покинув турнір.

## Відомі гравці
| Ботсвана - Пхемело Дітсіле - Сеабо Габанагкосі - Могогі Габонамонг - Обрі Кебоннетсе - Баролонг Леммеяне | - Бойтумело Мафоку - Моемеді Моатлхапінг - Жоел Могоросі - Мокгатхі Мокгатхі - Тшепісо Молвантва - Феньйо "Кідео" Монгала | - Рафаель Нтхване - Ммуса Охілве - Діпсі Селолване Зімбабве - Терренс Мандаза |

## Відомі тренери
- Кайзер Каламбо (1989-1992)
- Мадінда Ндлову (2006-2007)
- Дарлінгтон Додо (2012-)